# Cincinnati Open 2022
Il Cincinnati Open 2022 (conosciuto anche come Western & Southern Open 2022 per motivi di sponsorizzazione) è stato un torneo di tennis giocato sul cemento. È stata la 121ª edizione del torneo maschile e la 91ª di quello femminile, facente parte della categoria ATP Tour Masters 1000 nell'ambito dell'ATP Tour 2022, e della categoria WTA 1000 nell'ambito del WTA Tour 2022.
Sia il torneo maschile che quello femminile si sono disputati al Lindner Family Tennis Center di Mason, vicino a Cincinnati, in Ohio negli Stati Uniti, il torneo si è svolto dal 15 al 21 agosto 2022.

## Partecipanti ATP

### Teste di serie
| Nazionalità | Giocatore             | Ranking* | Testa di serie |
| ----------- | --------------------- | -------- | -------------- |
|             | Daniil Medvedev       | 1        | 1              |
| Spagna      | Rafael Nadal          | 3        | 2              |
| Spagna      | Carlos Alcaraz        | 4        | 3              |
| Grecia      | Stefanos Tsitsipas    | 5        | 4              |
| Norvegia    | Casper Ruud           | 7        | 5              |
|             | Andrej Rublëv         | 8        | 6              |
| Canada      | Félix Auger-Aliassime | 9        | 7              |
| Polonia     | Hubert Hurkacz        | 10       | 8              |
| Regno Unito | Cameron Norrie        | 11       | 9              |
| Italia      | Jannik Sinner         | 12       | 10             |
| Stati Uniti | Taylor Fritz          | 13       | 11             |
| Italia      | Matteo Berrettini     | 14       | 12             |
| Argentina   | Diego Schwartzman     | 15       | 13             |
| Croazia     | Marin Čilić           | 16       | 14             |
| Spagna      | Roberto Bautista Agut | 18       | 15             |
| Bulgaria    | Grigor Dimitrov       | 19       | 16             |

* Ranking all'8 agosto 2022.

### Altri partecipanti
I seguenti giocatori hanno ricevuto una wild card per il tabellone principale:
- Sebastian Korda
- Mackenzie McDonald
- Ben Shelton
- Jeffrey John Wolf

I seguenti giocatori sono entrati nel tabellone con il ranking protetto:
- Borna Ćorić
- Stan Wawrinka

I seguenti giocatori sono passati dalle qualificazioni:

- Lorenzo Musetti
- Henri Laaksonen
- Thanasi Kokkinakis
- David Goffin
- Lorenzo Sonego
- Jaume Munar
- Marcos Giron

Il seguente giocatore è entrato nel tabellone principale come lucky loser:
- Fabio Fognini

### Ritiri
Prima del torneo
- Aleksandr Bublik → sostituito da  Fabio Fognini
- Novak Đoković → sostituito da  Brandon Nakashima
- Gaël Monfils → sostituito da  Nick Kyrgios
- Reilly Opelka → sostituito da  Alex Molčan
- Oscar Otte → sostituito da  Emil Ruusuvuori
- Dominic Thiem → sostituito da  Filip Krajinović
- Alexander Zverev → sostituito da  Benjamin Bonzi

## Partecipanti WTA

### Teste di serie
| Nazionalità | Giocatore         | Ranking* | Testa di serie |
| ----------- | ----------------- | -------- | -------------- |
| Polonia     | Iga Świątek       | 1        | 1              |
| Estonia     | Anett Kontaveit   | 2        | 2              |
| Spagna      | Paula Badosa      | 3        | 3              |
| Grecia      | Maria Sakkarī     | 4        | 4              |
| Tunisia     | Ons Jabeur        | 5        | 5              |
|             | Aryna Sabalenka   | 6        | 6              |
| Stati Uniti | Jessica Pegula    | 7        | 7              |
| Spagna      | Garbiñe Muguruza  | 8        | 8              |
|             | Dar'ja Kasatkina  | 9        | 9              |
| Regno Unito | Emma Raducanu     | 10       | 10             |
| Stati Uniti | Cori Gauff        | 11       | 11             |
| Svizzera    | Belinda Bencic    | 12       | 12             |
| Canada      | Leylah Fernandez  | 13       | 13             |
| Rep. Ceca   | Karolína Plíšková | 14       | 14             |
| Romania     | Simona Halep      | 15       | 15             |
| Lettonia    | Jeļena Ostapenko  | 16       | 16             |

* Ranking all'8 agosto 2022.

### Altre partecipanti
Le seguenti giocatrici hanno ricevuto una wildcard per il tabellone principale:
- Sofia Kenin
- Caty McNally
- Shelby Rogers
- Sloane Stephens
- Venus Williams

Le seguenti giocatrici sono passate dalle qualificazioni:

- Tereza Martincová
- Caroline Garcia
- Marie Bouzková
- Anna Kalinskaja
- Ajla Tomljanović
- Anhelina Kalinina
- Taylor Towsend
- Marta Kostjuk

Le seguenti giocatrici sono entrate nel tabellone con il ranking protetto:
- Bianca Andreescu
- Karolína Muchová
- Serena Williams

Le seguenti giocatrici sono entrate nel tabellone principale come lucky loser:
- Nuria Párrizas Díaz
- Petra Martić
- Anastasija Potapova

### Ritiri
Prima del torneo
- Bianca Andreescu → sostituita da  Nuria Párrizas Díaz
- Danielle Collins → sostituita da  Petra Martić
- Angelique Kerber → sostituita da  Sara Sorribes Tormo
- Karolína Muchová → sostituita da  Anastasija Potapova

Durante il torneo
- Amanda Anisimova
- Marie Bouzková
- Simona Halep

## Punti
| Evento              | V    | F   | SF  | QF  | 3T   | 2T  | 1T | Q    | Q2   | Q1   |
| Singolare maschile  | 1000 | 600 | 360 | 180 | 90   | 45  | 10 | 25   | 16   | 0    |
| Doppio maschile     | 1000 | 600 | 360 | 180 | N.D. | 45  | 0  | N.D. | N.D. | N.D. |
| Singolare femminile | 900  | 585 | 350 | 190 | 105  | 60  | 1  | 30   | 20   | 1    |
| Doppio femminile    | 900  | 585 | 350 | 190 | N.D. | 105 | 1  | N.D. | N.D. | N.D. |

## Montepremi
| Evento              | V        | F        | SF       | QF       | 3T      | 2T      | 1T      | Q2      | Q1     |
| Singolare maschile  | $970 020 | $529 710 | $289 655 | $157 995 | $84 510 | $45 315 | $25 110 | $12 860 | $6 735 |
| Singolare femminile | $        | $242 800 | $125 000 | $57 440  | $28 730 | $16 340 | $11 725 | $6 880  | $3 580 |
| Doppio maschile     | $        | $        | $        | $        | N.D.    | $       | $       | N.D.    | N.D.   |
| Doppio femminile    | $        | $        | $        | $        | N.D.    | $       | $       | N.D.    | N.D.   |

## Campioni

### Singolare maschile
Borna Ćorić ha sconfitto in finale  Stefanos Tsitsipas con il punteggio di 7-6(0), 6-2.
- È il terzo in carriera per Ćorić, il primo della stagione ed il primo Masters 1000.

### Singolare femminile
Caroline Garcia ha sconfitto in finale  Petra Kvitová con il punteggio di 6-2, 6-4.
- È il terzo titolo stagionale per la Garcia, l'undicesimo della carriera.

### Doppio maschile
Rajeev Ram /  Joe Salisbury hanno sconfitto in finale  Tim Pütz /  Michael Venus con il punteggio di 7-6(4), 7-6(5).

### Doppio femminile
Ljudmyla Kičenok /  Jeļena Ostapenko hanno sconfitto in finale  Nicole Melichar-Martinez /  Ellen Perez con il punteggio di 7-6(5), 6-3.